# NGC 1883
NGC 1883 est un amas ouvert situé dans la constellation du Cocher. Il a été découvert par l'astronome germano-britannique William Herschel en 1786.
NGC 1883 est situé à environ 4 800 pc (∼15 700 al) du système solaire et les dernières estimations donnent un âge d'un milliard d'années. La taille apparente de l'amas est de 5,0 minutes d'arc, ce qui, compte tenu de la distance, donne une taille réelle maximale d'environ 23 années-lumière.
Selon la classification des amas ouverts de Robert Trumpler, cet amas renferme moins de 50 étoiles (lettre p) dont la concentration est moyenne (II) et dont les magnitudes se répartissent sur un petit intervalle (le chiffre 1). 